# Корвалліс (Монтана)
Корвалліс (англ. Corvallis) — переписна місцевість (CDP) в США, в окрузі Раваллі штату Монтана. Населення — 1125 осіб (2020).

## Географія
Корвалліс розташований за координатами 46°18′50″ пн. ш. 114°6′42″ зх. д. / 46.31389° пн. ш. 114.11167° зх. д. (46.313952, -114.111708).  За даними Бюро перепису населення США в 2010 році переписна місцевість мала площу 1,50 км², з яких 1,49 км² — суходіл та 0,00 км² — водойми.

## Демографія
Згідно з переписом 2010 року, у переписній місцевості мешкало 976 осіб у 400 домогосподарствах у складі 242 родин. Густота населення становила 652 особи/км².  Було 428 помешкань (286/км²).
Расовий склад населення:
| - 90,0 % — білих - 1,9 % — корінних американців - 0,3 % — вихідців з тихоокеанських островів - 0,3 % — азіатів - 0,1 % — чорних або афроамериканців - 3,5 % — осіб інших рас |

До двох чи більше рас належало 3,9 %. Частка іспаномовних становила 9,1 % від усіх жителів.
За віковим діапазоном населення розподілялося таким чином: 29,8 % — особи молодші 18 років, 57,1 % — особи у віці 18—64 років, 13,1 % — особи у віці 65 років та старші. Медіана віку мешканця становила 31,6 року. На 100 осіб жіночої статі у переписній місцевості припадало 93,3 чоловіків;  на 100 жінок у віці від 18 років та старших — 84,1 чоловіків також старших 18 років.
Середній дохід на одне домашнє господарство  становив 26 980 доларів США (медіана — 21 319), а середній дохід на одну сім'ю — 30 193 долари (медіана — 19 861). За межею бідності перебувало 31,2 % осіб, у тому числі 49,8 % дітей у віці до 18 років та 16,9 % осіб у віці 65 років та старших.
Цивільне працевлаштоване населення становило 398 осіб. Основні галузі зайнятості: роздрібна торгівля — 30,9 %, сільське господарство, лісництво, риболовля — 15,8 %, будівництво — 14,6 %, освіта, охорона здоров'я та соціальна допомога — 14,1 %.